# Innu (taal)
Innu (ook Montagnais of Innu-aimun genoemd) is een Algonkische taal die gesproken wordt door zo'n 10.000 mensen in de Canadese provincie Quebec en in de aangrenzende regio Labrador. Volgens de Canadese census wordt de taal gesproken door 36% van de etnische Innu. Het Innu maakt deel uit van het Cree-dialectcontinuüm.
Een groot aantal meren en rivieren in Labrador draagt een toponiem afkomstig uit het Innu. Voorbeelden zijn onder andere Meshikamau, Memekueshu-nipi, Pakut-shipu en Iatuekupau.

## Aantal sprekers
In 2021 woonden er in Canada 10.745 mensen die het Innu machtig waren, waarvan 8.465 moedertaalsprekers. Meer dan 80% van de moedertaalsprekers woont in de provincie Quebec.
| Taal                     | # Moedertaalsprekers | # De taal machtig |
| ------------------------ | -------------------- | ----------------- |
| Quebec                   | 6.870 (0,1%)         | 8.710 (0,1%)      |
| Newfoundland en Labrador | 1.575 (0,3%)         | 1.930 (0,4%)      |
| Rest van Canada          | 20 (0,0%)            | 105 (0,0%)        |